# Mine Obalski
La mine Obalski est une mine d’or et de cuivre, en activité de 1946 à 1985, situé près de Chibougamau, dans le canton d'Obalski, dans le Nord-du-Québec, Québec, au Canada.

## Historique
Les premiers travaux d’exploration sur le site de la mine Obalski sont effectués en 1908. En 1928, la Obalski-Chibougamau Mining façonne des tranchées pour délimiter les principales veines minéralisées du site. En 1929, la Obalski Mining Co. poursuit les travaux d’exploration et fore un sondage de 1818 mètres, puis débute le sondage pour un puits de 83 mètres.
Si les opérations minières fonctionnent au ralenti pendant la Grande Dépression, le déclenchement de la Seconde Guerre mondiale, l’éloignement et les difficultés d’accès de la région du lac Chibougamau mettent un frein aux travaux d’exploration et de forage dans le secteur. Au cours de la guerre, le campement minier de Chibougamau se vide même de ses habitants. Les travaux sur le site de la mine Obalski sont aussi à l’arrêt. La hausse de la demande en minerai au cours de l’après-guerre relance l’intérêt pour les ressources minières dans le secteur. Les activités minières reprennent,,.

## Production
L’exploitation du gisement débute sérieusement en 1946. La nouvelle compagnie Obalski Ltd. complète le forage du puits à 84 mètres de profondeur et creuse 243 mètres de galeries. Entre  1964 et 1966, la mine, alors exploitée par la United Obalski Mining Co. conclu une entente avec la Merril Island Mining Corp. pour y faire traiter le minerai. C’est lors de ces deux années que l’essentiel de la production est extraite, soit « 77 643 tonnes » de minerai. En 1982, la concession minière est acquise par les Mines Camchib inc. L’année suivante, 1 300 tonnes de minerai y sont extraites,.
La mine Obalski cesse ses activités en 1985. Depuis 2016, la minière canadienne TomaGold possède le site de l’ancienne mine Obalski, soit un territoire de 74 claims, et y procède à des forages exploratoires.

## Patrimoine
La mine Obalski est la première mine en exploitation sur le territoire chibougamois et constitue un objet d’analyse pertinent pour tracer la trajectoire de l’histoire économique de la région. Elle rappelle de plus la centralité du complexe minier de l’île Merril, fondamental dans les opérations minières du camp minier Chibougamau-Chapais. De taille modeste, son puits est le moins profond du secteur. Le cas de la mine Obalski témoigne du contexte d’exploitation des mines de la première moitié du XXe siècle.

## Toponymie
La mine Obalski est nommée en l’honneur de Joseph Obalski (1852-1915), premier inspecteur des mines du Québec. Il a été responsable de l’application du premier programme d’intervention cohérent du gouvernement québécois en matière d’exploitation des mines.

## Culture
Le vieux chevalement de la mine Obalski est représentée dans de nombreuses toiles de l'artiste-peintre Jean-Claude Simard représentant le patrimoine minier de Chibougamau,,.